# Isotopi del cesio
Il Cesio (nella tavola periodica Cs), numero atomico 55, ha 40 isotopi noti. La loro massa atomica varia da 112 a 151. Soltanto un isotopo, il 133Cs, è stabile. I radioisotopi a vita più lunga sono il 135Cs (emivita di 2,3 milioni di anni), il 137Cs (emivita di 30,1671 anni) e il 134Cs (emivita di 2,0652 anni). Tutti gli altri isotopi hanno emivite inferiori alle 2 settimane, molte tra queste inferiori all'ora.
Gli isotopi del cesio cominciarono ad essere dispersi nell'atmosfera sin dal 1945 con l'inizio dei test nucleari. Questi isotopi sono solubili in acqua (anche nell'acqua nebulizzata) e tornano alla superficie della terra come un componente del fallout radioattivo. Una volta che il cesio contamina le acque superficiali, si deposita sulle superficie dei suoli e viene rimosso principalmente dal trasporto di particelle. Come risultato, la funzione di input di questi isotopi può essere stimata in funzione del tempo.
Massa atomica standard: 132,9054519(2) u

## Cesio-133
Il cesio-133 è l'unico isotopo naturale e stabile del cesio. Viene prodotto anche dalla fissione nucleare nel reattore nucleare a fissione. Una specifica transizione quantica nell'atomo di cesio-133 viene utilizzata per definire la durata del minuto secondo, una unità di tempo.

## Cesio-134
Il cesio-134 ha un'emivita di 2,0652 anni. Viene prodotto sia direttamente in quantità molto piccole perché lo xeno (134Xe è stabile) prevale come prodotto di fissione a causa dell'attivazione neutronica del 133Cs non radioattivo (la sezione d'urto per la cattura neutronica è di 29 barn), che è un prodotto di fissione piuttosto comune. Il cesio 134 non viene prodotto per decadimento beta di altri prodotti di fissione (radionuclidi di massa 134) dal momento che il decadimento beta si ferma all'elemento 134Xe, che è più stabile. Non viene prodotto dall'esplosione di armi nucleari perché il 133Cs si crea per decadimento beta dei prodotti di fissione originali molto dopo l'esplosione nucleare.
La frazione combinata di 133Cs e 134Cs prodotta dalla fissione è stata calcolata al 6,7896%. La proporzione tra i due cambia a seconda dell'irradiazione neutronica. Il 134Cs cattura neutroni con una sezione d'urto di 140 barn, diventando l'isotopo radioattivo a lunga vita 135Cs.
Il cesio-134 va incontro a decadimento beta (β−), producendo bario-134 direttamente ed emettendo un raggio gamma a 1,6 MeV.
Attualmente viene utilizzato il rapporto cesio-134/cesio-137 per differenziare le aree contaminate dall'incidente di Černobyl' da quello di Fukushima, e per differenziare queste ultime dalla contaminazione dovuta ai test atomici; nell'incidente più recente, infatti, le concentrazioni di cesio-134 sono maggiori, a causa dell'emivita.

## Cesio-135
Il cesio-135 è un radioisotopo del cesio lievemente radioattivo, che va incontro a decadimento beta di bassa energia, diventando bario-135 (emivita di 2,3 milioni di anni). Si tratta di uno dei sette prodotti di fissione a lunga vita ed è l'unico a reazione alcalina. Nel riprocessamento nucleare, rimane assieme al Cs-137 e ad altri prodotti di fissione a media-vita piuttosto che andare in soluzione assieme ad altri prodotti di fissione a lunga vita. La bassa energia di decadimento, la non emissione di raggi gamma, e la lunga emivita del 135Cs rendono questo isotopo molto meno pericoloso rispetto al 137Cs oppure al 134Cs.
Il suo precursore 135Xe ha un'elevata resa come prodotto di fissione (ad.es. 6.3333% per l'uranio-235 e neutroni termici) ma possiede anche la maggiore sezione d'urto per cattura del neutrone termico rispetto a qualsiasi altro nuclide. A causa di questo, gran parte dello 135Xe prodotto negli attuali reattori termici (anche più del 90% nello "steady-state" a piena potenza) verrà convertito nello stabile 136Xe prima che possa decadere in 135Cs. Pochissimo 135Xe verrà distrutto per cattura neutronica dopo lo spegnimento di un reattore, oppure in un reattore nucleare a sali fusi (che continuamente rimuove il gas xeno dal suo combustibile), oppure nel reattore a neutroni veloci, o nella detonazione di armi nucleari.
Alcuni tipi di reattori nucleari produrranno quantità molto più piccole di 135Cs da prodotto di fissione non radioattivo Cs-133 per una successiva cattura neutronica passando prima da 134Cs e dopo da 135Cs.
La sezione d'urto per la cattura del neutrone termico e l'integrale di risonanza del 135Cs sono rispettivamente 8,3 ± 0,3 e 38,1 ± 2,6 barn. Lo smaltimento del Cs-135 per trasmutazione nucleare è difficile, a causa della bassa sezione d'urto come anche perché l'irradiazione neutronica della miscela di isotopi si fissione del cesio produce più Cs-135 proveniente dallo stabile Cs-133 (non radioattivo). Inoltre, l'intensa radioattività a medio termine del Cs-137 rende molto difficile la gestione di queste scorie nucleari.
- ANL factsheet (EN)

## Cesio-136
Il cesio-136 ha un'emivita di 13,16 giorni. Viene prodotto sia direttamente (in piccole percentuali perché lo 136Xe e più stabile) come prodotto di fissione e per cattura neutronica dal Cs-135 (la sezione d'urto di cattura per il neutrone è di 8,702 barn), che è un prodotto di fissione più comune. Il cesio-136 non viene prodotto per decadimento beta di altri nuclidi di massa 136, prodotti dalla fissione, dal momento che il decadimento beta si ferma allo stabile 136Xe. Non è un prodotto "firma" dalle armi nucleari perché il 135Cs si crea per decadimento beta dei prodotti originali di fissione molto tempo dopo la fine dell'esplosione nucleare.
136Cs cattura anche neutroni con una sezione d'urto di 13,00 barn, diventando l'isotopo radioattivo a media vita 137Cs.
Il cesio-136 va incontro a decadimento beta (β−), diventando Ba-136 direttamente.

## Cesio-137
Il 137Cs ha un'emivita di 30,17 anni, ed è questo lo rende uno tra i due principali prodotti di fissione a media vita, assieme allo stronzio-90, che dà luogo alla maggior parte della radioattività residua del combustibile nucleare esaurito che viene prima estratto in barre dal reattore, rimane alcuni anni di refrigerazione nelle vasche esterne (dove perde la radioattività da iodio-131 e cesio-134), e questa radiazione residua rimane fino ad alcune centinaia di anni dopo l'utilizzo. Costituisce la maggior parte della radioattività residua dall'incidente di Černobyl' ed è la maggiore preoccupazione sanitaria nella decontaminazione della terra nei pressi del relitto radioattivo della centrale nucleare di Fukushima. Il 137Cs va incontro a decadimento beta, prima verso il bario-137m (un isomero nucleare a breve vita, forte emettitore di raggi gamma) e poi verso il bario-137, che non è radioattivo. Il 137Cs ha un tasso molto basso di cattura neutronica e non può essere distrutto in modo efficiente con questa modalità, ma si deve aspettare che vada spontaneamente in decadimento, per circa 10 anni nelle vasche del combustibile nucleare esaurito, ed in seguito in contenitori ventilati "gaskets" di cemento armato. Il 137Cs è stato usato come tracciante in studi di idrologia, analogamente a come si utilizza il 3H.

## Altri isotopi del cesio
Gli altri isotopi hanno emivite che durano da pochi giorni a frazioni di secondo.
Quasi tutto il cesio prodotto dalla fissione nucleare proviene dal decadimento beta di prodotti di fissione più ricchi in neutroni, passando attraverso alcuni isotopi dello iodio e successivamente da isotopi del "gas nobile" xeno. Dal momento che questi elementi sono volatili e possono diffondersi attraverso il combustibile nucleare o l'aria, spesso si crea cesio anche molto lontano dal sito originale di fissione.

## Tabella riassuntiva delle proprietà degli isotopi del cesio
| Simbolo del nuclide | Z(p)                   | N(n)                   | massa isotopica (u)    | emivita          | decadimento     | Isotopi figli | spin nucleare | composizione isotopica rappresentativa (frazione molare) | varianza naturale (frazione molare) |
| Simbolo del nuclide | Energia di eccitazione | Energia di eccitazione | Energia di eccitazione | emivita          | decadimento     | Isotopi figli | spin nucleare | composizione isotopica rappresentativa (frazione molare) | varianza naturale (frazione molare) |
| ------------------- | ---------------------- | ---------------------- | ---------------------- | ---------------- | --------------- | ------------- | ------------- | -------------------------------------------------------- | ----------------------------------- |
| 112Cs               | 55                     | 57                     | 111,95030(33)#         | 500(100) µs      | Emissione di p  | 111Xe         | 1+#           |                                                          |                                     |
| 112Cs               | 55                     | 57                     | 111,95030(33)#         | 500(100) µs      | α               | 108I          | 1+#           |                                                          |                                     |
| 113Cs               | 55                     | 58                     | 112,94449(11)          | 16,7(7) µs       | p (99.97%)      | 112Xe         | 5/2+#         |                                                          |                                     |
| 113Cs               | 55                     | 58                     | 112,94449(11)          | 16,7(7) µs       | β+ (.03%)       | 113Xe         | 5/2+#         |                                                          |                                     |
| 114Cs               | 55                     | 59                     | 113,94145(33)#         | 0,57(2) s        | β+ (91,09%)     | 114Xe         | (1+)          |                                                          |                                     |
| 114Cs               | 55                     | 59                     | 113,94145(33)#         | 0,57(2) s        | β+, p (8,69%)   | 113I          | (1+)          |                                                          |                                     |
| 114Cs               | 55                     | 59                     | 113,94145(33)#         | 0,57(2) s        | β+, α (,19%)    | 110Te         | (1+)          |                                                          |                                     |
| 114Cs               | 55                     | 59                     | 113,94145(33)#         | 0,57(2) s        | α (,018%)       | 110I          | (1+)          |                                                          |                                     |
| 115Cs               | 55                     | 60                     | 114,93591(32)#         | 1,4(8) s         | β+ (99,93%)     | 115Xe         | 9/2+#         |                                                          |                                     |
| 115Cs               | 55                     | 60                     | 114,93591(32)#         | 1,4(8) s         | β+, p (,07%)    | 114I          | 9/2+#         |                                                          |                                     |
| 116Cs               | 55                     | 61                     | 115,93337(11)#         | 0,70(4) s        | β+ (99,67%)     | 116Xe         | (1+)          |                                                          |                                     |
| 116Cs               | 55                     | 61                     | 115,93337(11)#         | 0,70(4) s        | β+, p (,279%)   | 115I          | (1+)          |                                                          |                                     |
| 116Cs               | 55                     | 61                     | 115,93337(11)#         | 0,70(4) s        | β+, α (,049%)   | 112Te         | (1+)          |                                                          |                                     |
| 116mCs              | 100(60)# keV           | 100(60)# keV           | 100(60)# keV           | 3,85(13) s       | β+ (99,48%)     | 116Xe         | 4+,5,6        |                                                          |                                     |
| 116mCs              | 100(60)# keV           | 100(60)# keV           | 100(60)# keV           | 3,85(13) s       | β+, p (,51%)    | 115I          | 4+,5,6        |                                                          |                                     |
| 116mCs              | 100(60)# keV           | 100(60)# keV           | 100(60)# keV           | 3,85(13) s       | β+, α (,008%)   | 112Te         | 4+,5,6        |                                                          |                                     |
| 117Cs               | 55                     | 62                     | 116,92867(7)           | 8,4(6) s         | β+              | 117Xe         | (9/2+)#       |                                                          |                                     |
| 117mCs              | 150(80)# keV           | 150(80)# keV           | 150(80)# keV           | 6,5(4) s         | β+              | 117Xe         | 3/2+#         |                                                          |                                     |
| 118Cs               | 55                     | 63                     | 117,926559(14)         | 14(2) s          | β+ (99,95%)     | 118Xe         | 2             |                                                          |                                     |
| 118Cs               | 55                     | 63                     | 117,926559(14)         | 14(2) s          | β+, p (,042%)   | 117I          | 2             |                                                          |                                     |
| 118Cs               | 55                     | 63                     | 117,926559(14)         | 14(2) s          | β+, α (,0024%)  | 114Te         | 2             |                                                          |                                     |
| 118mCs              | 100(60)# keV           | 100(60)# keV           | 100(60)# keV           | 17(3) s          | β+ (99,95%)     | 118Xe         | (7-)          |                                                          |                                     |
| 118mCs              | 100(60)# keV           | 100(60)# keV           | 100(60)# keV           | 17(3) s          | β+, p (,042%)   | 117I          | (7-)          |                                                          |                                     |
| 118mCs              | 100(60)# keV           | 100(60)# keV           | 100(60)# keV           | 17(3) s          | β+, α (,0024%)  | 114Te         | (7-)          |                                                          |                                     |
| 119Cs               | 55                     | 64                     | 118,922377(15)         | 43,0(2) s        | β+              | 119Xe         | 9/2+          |                                                          |                                     |
| 119Cs               | 55                     | 64                     | 118,922377(15)         | 43,0(2) s        | β+, α (2×10−6%) | 115Te         | 9/2+          |                                                          |                                     |
| 119mCs              | 50(30)# keV            | 50(30)# keV            | 50(30)# keV            | 30,4(1) s        | β+              | 119Xe         | 3/2(+)        |                                                          |                                     |
| 120Cs               | 55                     | 65                     | 119,920677(11)         | 61,2(18) s       | β+              | 120Xe         | 2(-#)         |                                                          |                                     |
| 120Cs               | 55                     | 65                     | 119,920677(11)         | 61,2(18) s       | β+, α (2×10−5%) | 116Te         | 2(-#)         |                                                          |                                     |
| 120Cs               | 55                     | 65                     | 119,920677(11)         | 61,2(18) s       | β+, p (7×10−6%) | 118I          | 2(-#)         |                                                          |                                     |
| 120mCs              | 100(60)# keV           | 100(60)# keV           | 100(60)# keV           | 57(6) s          | β+              | 120Xe         | (7-)          |                                                          |                                     |
| 120mCs              | 100(60)# keV           | 100(60)# keV           | 100(60)# keV           | 57(6) s          | β+, α (2×10−5%) | 116Te         | (7-)          |                                                          |                                     |
| 120mCs              | 100(60)# keV           | 100(60)# keV           | 100(60)# keV           | 57(6) s          | β+, p (7×10−6%) | 118I          | (7-)          |                                                          |                                     |
| 121Cs               | 55                     | 66                     | 120.917229(15)         | 155(4) s         | β+              | 121Xe         | 3/2(+)        |                                                          |                                     |
| 121mCs              | 68.5(3) keV            | 68.5(3) keV            | 68.5(3) keV            | 122(3) s         | β+ (83%)        | 121Xe         | 9/2(+)        |                                                          |                                     |
| 121mCs              | 68.5(3) keV            | 68.5(3) keV            | 68.5(3) keV            | 122(3) s         | IT (17%)        | 121Cs         | 9/2(+)        |                                                          |                                     |
| 122Cs               | 55                     | 67                     | 121,91611(3)           | 21,18(19) s      | β+              | 122Xe         | 1+            |                                                          |                                     |
| 122Cs               | 55                     | 67                     | 121,91611(3)           | 21,18(19) s      | β+, α (2×10−7%) | 118Te         | 1+            |                                                          |                                     |
| 122m1Cs             | 45,8 keV               | 45,8 keV               | 45,8 keV               | >1 µs            |                 |               | (3)+          |                                                          |                                     |
| 122m2Cs             | 140(30) keV            | 140(30) keV            | 140(30) keV            | 3,70(11) min     | β+              | 122Xe         | 8-            |                                                          |                                     |
| 122m3Cs             | 127,0(5) keV           | 127,0(5) keV           | 127,0(5) keV           | 360(20) ms       |                 |               | (5)-          |                                                          |                                     |
| 123Cs               | 55                     | 68                     | 122,912996(13)         | 5,88(3) min      | β+              | 123Xe         | 1/2+          |                                                          |                                     |
| 123m1Cs             | 156,27(5) keV          | 156,27(5) keV          | 156,27(5) keV          | 1,64(12) s       | IT              | 123Cs         | (11/2)-       |                                                          |                                     |
| 123m2Cs             | 231,63+X keV           | 231,63+X keV           | 231,63+X keV           | 114(5) ns        |                 |               | (9/2+)        |                                                          |                                     |
| 124Cs               | 55                     | 69                     | 123,912258(9)          | 30,9(4) s        | β+              | 124Xe         | 1+            |                                                          |                                     |
| 124mCs              | 462,55(17) keV         | 462,55(17) keV         | 462,55(17) keV         | 6,3(2) s         | IT              | 124Cs         | (7)+          |                                                          |                                     |
| 125Cs               | 55                     | 70                     | 124,909728(8)          | 46,7(1) min      | β+              | 125Xe         | 1/2(+)        |                                                          |                                     |
| 125mCs              | 266,6(11) keV          | 266,6(11) keV          | 266,6(11) keV          | 900(30) ms       |                 |               | (11/2-)       |                                                          |                                     |
| 126Cs               | 55                     | 71                     | 125,909452(13)         | 1,64(2) min      | β+              | 126Xe         | 1+            |                                                          |                                     |
| 126m1Cs             | 273,0(7) keV           | 273,0(7) keV           | 273,0(7) keV           | >1 µs            |                 |               |               |                                                          |                                     |
| 126m2Cs             | 596,1(11) keV          | 596,1(11) keV          | 596,1(11) keV          | 171(14) µs       |                 |               |               |                                                          |                                     |
| 127Cs               | 55                     | 72                     | 126,907418(6)          | 6,25(10) ore     | β+              | 127Xe         | 1/2+          |                                                          |                                     |
| 127mCs              | 452,23(21) keV         | 452,23(21) keV         | 452,23(21) keV         | 55(3) µs         |                 |               | (11/2)-       |                                                          |                                     |
| 128Cs               | 55                     | 73                     | 127,907749(6)          | 3,640(14) min    | β+              | 128Xe         | 1+            |                                                          |                                     |
| 129Cs               | 55                     | 74                     | 128,906064(5)          | 32,06(6) ore     | β+              | 129Xe         | 1/2+          |                                                          |                                     |
| 130Cs               | 55                     | 75                     | 129,906709(9)          | 29,21(4) min     | β+ (98,4%)      | 130Xe         | 1+            |                                                          |                                     |
| 130Cs               | 55                     | 75                     | 129,906709(9)          | 29,21(4) min     | β- (1,6%)       | 130Ba         | 1+            |                                                          |                                     |
| 130mCs              | 163,25(11) keV         | 163,25(11) keV         | 163,25(11) keV         | 3,46(6) min      | IT (99,83%)     | 130Cs         | 5-            |                                                          |                                     |
| 130mCs              | 163,25(11) keV         | 163,25(11) keV         | 163,25(11) keV         | 3,46(6) min      | β+ (,16%)       | 130Xe         | 5-            |                                                          |                                     |
| 131Cs               | 55                     | 76                     | 130,905464(5)          | 9,689(16) giorni | EC              | 131Xe         | 5/2+          |                                                          |                                     |
| 132Cs               | 55                     | 77                     | 131,9064343(20)        | 6,480(6) giorni  | β+ (98,13%)     | 132Xe         | 2+            |                                                          |                                     |
| 132Cs               | 55                     | 77                     | 131,9064343(20)        | 6,480(6) giorni  | β- (1,87%)      | 132Ba         | 2+            |                                                          |                                     |
| 133Cs               | 55                     | 78                     | 132,905451933(24)      | STABILE          | STABILE         | STABILE       | 7/2+          | 1,0000                                                   |                                     |
| 134Cs               | 55                     | 79                     | 133,906718475(28)      | 2,0652(4) anni   | β-              | 134Ba         | 4+            |                                                          |                                     |
| 134Cs               | 55                     | 79                     | 133,906718475(28)      | 2,0652(4) anni   | EC (3×10−4%)    | 134Xe         | 4+            |                                                          |                                     |
| 134mCs              | 138,7441(26) keV       | 138,7441(26) keV       | 138,7441(26) keV       | 2,912(2) ore     | IT              | 134Cs         | 8-            |                                                          |                                     |
| 135Cs               | 55                     | 80                     | 134,9059770(11)        | 2,3 x106 anni    | β-              | 135Ba         | 7/2+          |                                                          |                                     |
| 135mCs              | 1632,9(15) keV         | 1632,9(15) keV         | 1632,9(15) keV         | 53(2) min        | IT              | 135Cs         | 19/2-         |                                                          |                                     |
| 136Cs               | 55                     | 81                     | 135,9073116(20)        | 13,16(3) giorni  | β-              | 136Ba         | 5+            |                                                          |                                     |
| 136mCs              | 518(5) keV             | 518(5) keV             | 518(5) keV             | 19(2) s          | β-              | 136Ba         | 8-            |                                                          |                                     |
| 136mCs              | 518(5) keV             | 518(5) keV             | 518(5) keV             | 19(2) s          | IT              | 136Cs         | 8-            |                                                          |                                     |
| 137Cs               | 55                     | 82                     | 136,9070895(5)         | 30,1671(13) anni | β- (95%)        | 137mBa        | 7/2+          |                                                          |                                     |
| 137Cs               | 55                     | 82                     | 136,9070895(5)         | 30,1671(13) anni | β- (5%)         | 137Ba         | 7/2+          |                                                          |                                     |
| 138Cs               | 55                     | 83                     | 137,911017(10)         | 33,41(18) min    | β-              | 138Ba         | 3-            |                                                          |                                     |
| 138mCs              | 79,9(3) keV            | 79,9(3) keV            | 79,9(3) keV            | 2,91(8) min      | IT (81%)        | 138Cs         | 6-            |                                                          |                                     |
| 138mCs              | 79,9(3) keV            | 79,9(3) keV            | 79,9(3) keV            | 2,91(8) min      | β- (19%)        | 138Ba         | 6-            |                                                          |                                     |
| 139Cs               | 55                     | 84                     | 138,913364(3)          | 9,27(5) min      | β-              | 139Ba         | 7/2+          |                                                          |                                     |
| 140Cs               | 55                     | 85                     | 139,917282(9)          | 63,7(3) s        | β-              | 140Ba         | 1-            |                                                          |                                     |
| 141Cs               | 55                     | 86                     | 140,920046(11)         | 24,84(16) s      | β- (99,96%)     | 141Ba         | 7/2+          |                                                          |                                     |
| 141Cs               | 55                     | 86                     | 140,920046(11)         | 24,84(16) s      | β-, n (,0349%)  | 140Ba         | 7/2+          |                                                          |                                     |
| 142Cs               | 55                     | 87                     | 141,924299(11)         | 1,689(11) s      | β- (99,9%)      | 142Ba         | 0-            |                                                          |                                     |
| 142Cs               | 55                     | 87                     | 141,924299(11)         | 1,689(11) s      | β-, n (.091%)   | 141Ba         | 0-            |                                                          |                                     |
| 143Cs               | 55                     | 88                     | 142,927352(25)         | 1,791(7) s       | β- (98,38%)     | 143Ba         | 3/2+          |                                                          |                                     |
| 143Cs               | 55                     | 88                     | 142,927352(25)         | 1,791(7) s       | β-, n (1,62%)   | 142Ba         | 3/2+          |                                                          |                                     |
| 144Cs               | 55                     | 89                     | 143,932077(28)         | 994(4) ms        | β- (96,8%)      | 144Ba         | 1(-#)         |                                                          |                                     |
| 144Cs               | 55                     | 89                     | 143,932077(28)         | 994(4) ms        | β-, n (3,2%)    | 143Ba         | 1(-#)         |                                                          |                                     |
| 144mCs              | 300(200)# keV          | 300(200)# keV          | 300(200)# keV          | <1 s             | β-              | 144Ba         | (>3)          |                                                          |                                     |
| 144mCs              | 300(200)# keV          | 300(200)# keV          | 300(200)# keV          | <1 s             | IT              | 144Cs         | (>3)          |                                                          |                                     |
| 145Cs               | 55                     | 90                     | 144,935526(12)         | 582(6) ms        | β- (85,7%)      | 145Ba         | 3/2+          |                                                          |                                     |
| 145Cs               | 55                     | 90                     | 144,935526(12)         | 582(6) ms        | β-, n (14,3%)   | 144Ba         | 3/2+          |                                                          |                                     |
| 146Cs               | 55                     | 91                     | 145,94029(8)           | 0,321(2) s       | β- (85,8%)      | 146Ba         | 1-            |                                                          |                                     |
| 146Cs               | 55                     | 91                     | 145,94029(8)           | 0,321(2) s       | β-, n (14,2%)   | 145Ba         | 1-            |                                                          |                                     |
| 147Cs               | 55                     | 92                     | 146,94416(6)           | 0,235(3) s       | β- (71,5%)      | 147Ba         | (3/2+)        |                                                          |                                     |
| 147Cs               | 55                     | 92                     | 146,94416(6)           | 0,235(3) s       | β-, n (28,49%)  | 147Ba         | (3/2+)        |                                                          |                                     |
| 148Cs               | 55                     | 93                     | 147,94922(62)          | 146(6) ms        | β- (74,9%)      | 148Ba         |               |                                                          |                                     |
| 148Cs               | 55                     | 93                     | 147,94922(62)          | 146(6) ms        | β-, n (25,1%)   | 147Ba         |               |                                                          |                                     |
| 149Cs               | 55                     | 94                     | 148,95293(21)#         | 150# ms [>50 ms] | β-              | 149Ba         | 3/2+#         |                                                          |                                     |
| 149Cs               | 55                     | 94                     | 148,95293(21)#         | 150# ms [>50 ms] | β-, n           | 148Ba         | 3/2+#         |                                                          |                                     |
| 150Cs               | 55                     | 95                     | 149,95817(32)#         | 100# ms [>50 ms] | β-              | 150Ba         |               |                                                          |                                     |
| 150Cs               | 55                     | 95                     | 149,95817(32)#         | 100# ms [>50 ms] | β-, n           | 149Ba         |               |                                                          |                                     |
| 151Cs               | 55                     | 96                     | 150,96219(54)#         | 60# ms [>50 ms]  | β-              | 151Ba         | 3/2+#         |                                                          |                                     |
| 151Cs               | 55                     | 96                     | 150,96219(54)#         | 60# ms [>50 ms]  | β-, n           | 150Ba         | 3/2+#         |                                                          |                                     |

1. ↑  Abbreviazioni:
EC: Cattura elettronica
IT: Transizione isomerica
2. ↑  In grassetto gli isotopi stabili, in italico-grassetto gli isotopi quasi-stabili (emivita maggiore rispetto all'età dell'universo)
3. ↑  Utilizzato per definire il secondo
4. 1 2 3 4  prodotto di fissione
5. ↑  Ritenuto capace di fissione spontanea

## Fonti
1. ↑  Una Chernobyl italiana alle porte di Milano? Il caso della fonderia di Rovello Porro
2. ↑   John L. Groh, Supplement to Chapter 11 of Reactor Physics Fundamentals (PDF), su canteach.candu.org, CANTEACH project, 2004. URL consultato il 2011-May-14 (archiviato dall'url originale il 10 giugno 2011).
3. ↑   Y. Hatsukawa, Shinohara, N; Hata, K. et al., Thermal neutron cross section and resonance integral of the reaction of135Cs(n,γ)136Cs: Fundamental data for the transmutation of nuclear waste [collegamento interrotto], in Journal of Radioanalytical and Nuclear Chemistry, vol. 239, n. 3, 1999,  pp. 455–458, DOI:10.1007/BF02349050.
4. ↑   Shigeo Ohki, Takaki, Naoyuki, Transmutation of Cesium-135 With Fast Reactors (PDF), in Proc. of The Seventh Information Exchange Meeting on Actinide and Fission Product Partitioning & Transmutation, Cheju, Korea, 2002. URL consultato il 27 agosto 2013 (archiviato dall'url originale il 14 giugno 2007).
5. ↑  Dennis Normile, "Cooling a Hot Zone," Science, 339 (1 March 2013) pp. 1028-1029.
6. ↑  Nucleonica: Universal Nuclide Chart

- Le masse degli isotopi sono tratte da:
  -  G. Audi, A. H. Wapstra, C. Thibault, J. Blachot and O. Bersillon, The NUBASE evaluation of nuclear and decay properties (PDF), in Nuclear Physics A, vol. 729, 2003,  pp. 3–128, Bibcode:2003NuPhA.729....3A, DOI:10.1016/j.nuclphysa.2003.11.001 (archiviato dall'url originale il 23 settembre 2008).
- Le composizioni isotopiche e le masse atomiche standard da:
  -  J. R. de Laeter, J. K. Böhlke, P. De Bièvre, H. Hidaka, H. S. Peiser, K. J. R. Rosman and P. D. P. Taylor, Atomic weights of the elements. Review 2000 (IUPAC Technical Report), in Pure and Applied Chemistry, vol. 75, n. 6, 2003,  pp. 683–800, DOI:10.1351/pac200375060683.
  -  M. E. Wieser, Atomic weights of the elements 2005 (IUPAC Technical Report), in Pure and Applied Chemistry, vol. 78, n. 11, 2006,  pp. 2051–2066, DOI:10.1351/pac200678112051.
- Emivita, spin e i dati sugli isomeri provengono dalle seguenti fonti:
  -  G. Audi, A. H. Wapstra, C. Thibault, J. Blachot and O. Bersillon, The NUBASE evaluation of nuclear and decay properties (PDF), in Nuclear Physics A, vol. 729, 2003,  pp. 3–128, Bibcode:2003NuPhA.729....3A, DOI:10.1016/j.nuclphysa.2003.11.001 (archiviato dall'url originale il 23 settembre 2008).
  -  National Nuclear Data Center, NuDat 2.1 database, su nndc.bnl.gov, Brookhaven National Laboratory. URL consultato il settembre 2005.
  -  N. E. Holden, Table of the Isotopes, in D. R. Lide (a cura di), CRC Handbook of Chemistry and Physics, 85th, CRC Press, 2004,  Section 11, ISBN 978-0-8493-0485-9.